# Bataille de Frœschwiller-Wœrth (1870)
Pour l’article homonyme, voir Bataille de Wœrth-Frœschwiller (1793).
Guerre franco-prussienne de 1870
Batailles
- Chronologie de la guerre franco-prussienne de 1870
- Sarrebruck (08-1870)
- Wissembourg (08-1870)
- Forbach-Spicheren (08-1870)
- Wœrth (08-1870)
- Bitche (08-1870)
- Phalsbourg (08-1870)
- Borny-Colombey (08-1870)
- Strasbourg (08-1870)
- Mars-la-Tour (08-1870)
- Toul (08-1870)
- Gravelotte (08-1870)
- Metz (08-1870)
- Nouart (08-1870)
- Beaumont (08-1870)
- Noisseville (08-1870)
- Sedan (08-1870)
- Montmédy (09-1870)
- Soissons (09-1870)
- Siège de Paris et chronologie du siège (09-1870)
- Nompatelize (10-1870)
- Bellevue (10-1870)
- Châtillon (10-1870
- Châteaudun (10-1870)
- Buzenval (10-1870)
- Bourget (10-1870)
- Dijon (10-1870)
- Belfort (11-1870)
- La Fère (11-1870)
- Langres (11-1870)
- Bouvet et Meteor (navale) (11-1870)
- Coulmiers (11-1870)
- Thionville (11-1870)
- Châtillon-sur-Seine (11-1870)
- Villers-Bretonneux (11-1870)
- Beaune-la-Rolande (11-1870)
- Champigny (11-1870)
- Orléans (12-1870)
- Loigny (12-1870)
- Châteauneuf (12-1870)
- Beaugency (12-1870)
- Longeau (12-1870)
- l’Hallue (12-1870)
- Siège de Péronne (1871)
- Bapaume (01-1871)
- Villersexel (01-1871)
- Le Mans (01-1871)
- Héricourt (01-1871)
- Saint-Quentin (01-1871)
- Buzenval (01-1871)

La bataille de Froeschwiller-Woerth, ou bataille de Reichshoffen, s'est déroulée le 6 août 1870 en Alsace, au début de la guerre franco-prussienne de 1870. Elle est célèbre pour une série de charges de cuirassiers français (cavalerie lourde).
Il y eut deux charges : celle sous les ordres du général Alexandre Ernest Michel (1817-1898) à Morsbronn aux environs de 13 h 30 et celle de Charles-Frédéric de Bonnemains à Elsasshausen (hameau de Froeschwiller) aux environs de 15 h 30, toutes deux face à la IIIe armée prussienne qui, avec ses cent trente mille hommes, avait un avantage numérique de trois contre un s'ajoutant à une supériorité du matériel.
Le sacrifice de ces hommes ne changea pas le cours de la bataille mais permit de couvrir le retrait des troupes françaises. Il a été copieusement utilisé par la propagande, notamment pour la reprise de l'Alsace (par Hansi entre autres). Les survivants furent largement décorés.
En 1870, un monument fut érigé au-dessus de Morsbronn en hommage « aux cuirassiers dits de Reichshoffen ». En 1895, un imposant monument équestre à la gloire du prince héritier Frédéric de Prusse, vainqueur de la bataille, est érigé. Confié au sculpteur Max Baumbach, la statue mesurait 5,50 m de hauteur. Le monument est détruit à la fin de la Première Guerre mondiale.

## Contexte
Après la défaite de Wissembourg, le maréchal Patrice de Mac Mahon fut mis à la tête d'un groupement rassemblant les 1er, 5e et 7e corps d'armée de l'armée du Rhin. Il décida de se battre sur la position de Froeschwiller, bien que ses forces fussent dispersées. Le 5 août, il ne disposait que de son 1er corps d'armée qui sera rejoint par la division Conseil-Dumesnil du 7e CA. Il disposait au soir du 5 de ses divisions dans cette disposition :
- 1re division (du 1er CA) entre Nehwiller et Froeschwiller ;
- 3e division (du 1er CA) entre le bois de Froeschwiller et le calvaire de Woerth ;
- Division Conseil-Dumesnil (du 7e CA) entre le calvaire de Woerth et le bois de Niederwald ;
- 4e division (du 1er CA) du bois de Niederwald à Morsbronn inclus ;
- 2e division (du 1er CA) en réserve dans le bois de Grosserwald (elle avait été éprouvée à Wissembourg) ;
- la cavalerie du 1er CA derrière les divisions et une cavalerie de réserve (général de Bonnemains) dans le bois de Grosserwald.

## La bataille

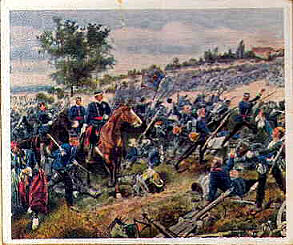
Assaut prussien le 6 août 1870 lors de la bataille de Froeschwiller-Woerth.

À l'aube du 6 août 1870, l'avant garde du 5e corps d'armée prussien, la 20e brigade d'infanterie (Hugo Rudolf Walther von Monbarry), en reconnaissance à Wœrth tombe sur les avant-gardes françaises à l'ouest de Wœrth et engage le combat. Les bruits du combat amènent le 2e corps d'armée royal bavarois au nord et le 11e corps d'armée prussien au sud à lui porter assistance. Le 2e corps d'armée royal bavarois est intercepté par la 1re division au sud-ouest de Langensoultzbach et le 11e corps d'armée prussien est engagé par la 4e division au sortir du bois de Kreuzeck. Toute la 10e division d'infanterie sous les ordres du lieutenant général von Schmidt est déjà au combat. Kirchbach fait alors intervenir la 9e division d'infanterie sous les ordres du lieutenant-général von Sandrart dans la bataille : la 17e brigade d'infanterie reçoit la direction d'attaque sur Wœrth, la 18e brigade d'infanterie celle sur Spachbach (2 kilomètres au sud). Le 11e corps prussien a également déjà engagé le combat sur l'aile gauche de la 3e armée allemande. La 21e division d'infanterie sous le général von Schachtmeyer s'engage dans la bataille avec la 41e brigade d'infanterie sous les ordres du colonel von Koblinski près du village de Gunstett (2 autres kilomètres au sud). La 22e division d'infanterie, qui est sous le commandement du lieutenant-général von Gersdorff, est engagée pour encercler l'aile droite de l'ennemi au-dessus de Morsbronn. La 42e brigade d'infanterie sous le commandement du major-général von Thile franchit la Sauer à Spachbach, la 43e brigade d'infanterie sous le commandement du colonel von Kontzki la franchit près de Gunstett. La 44e brigade d'infanterie sous les ordres du Generalmajor von Schkopp avance sur le tronçon sud vers le village de Morsbronn.
S'ensuivent une série de combats ponctuels alors que le Kronprinz Frédéric de Prusse cherche à faire décrocher ses forces, ne voulant pas engager de bataille sans avoir au préalable réuni toutes les forces allemandes. Le commandement allemand envoie vers 9h00 un officier d'ordonnance pour donner l'ordre au Ve Corps prussien d'interrompre l'engagement, mais par erreur c'est Le IIe corps bavarois qui reçut l'ordre.

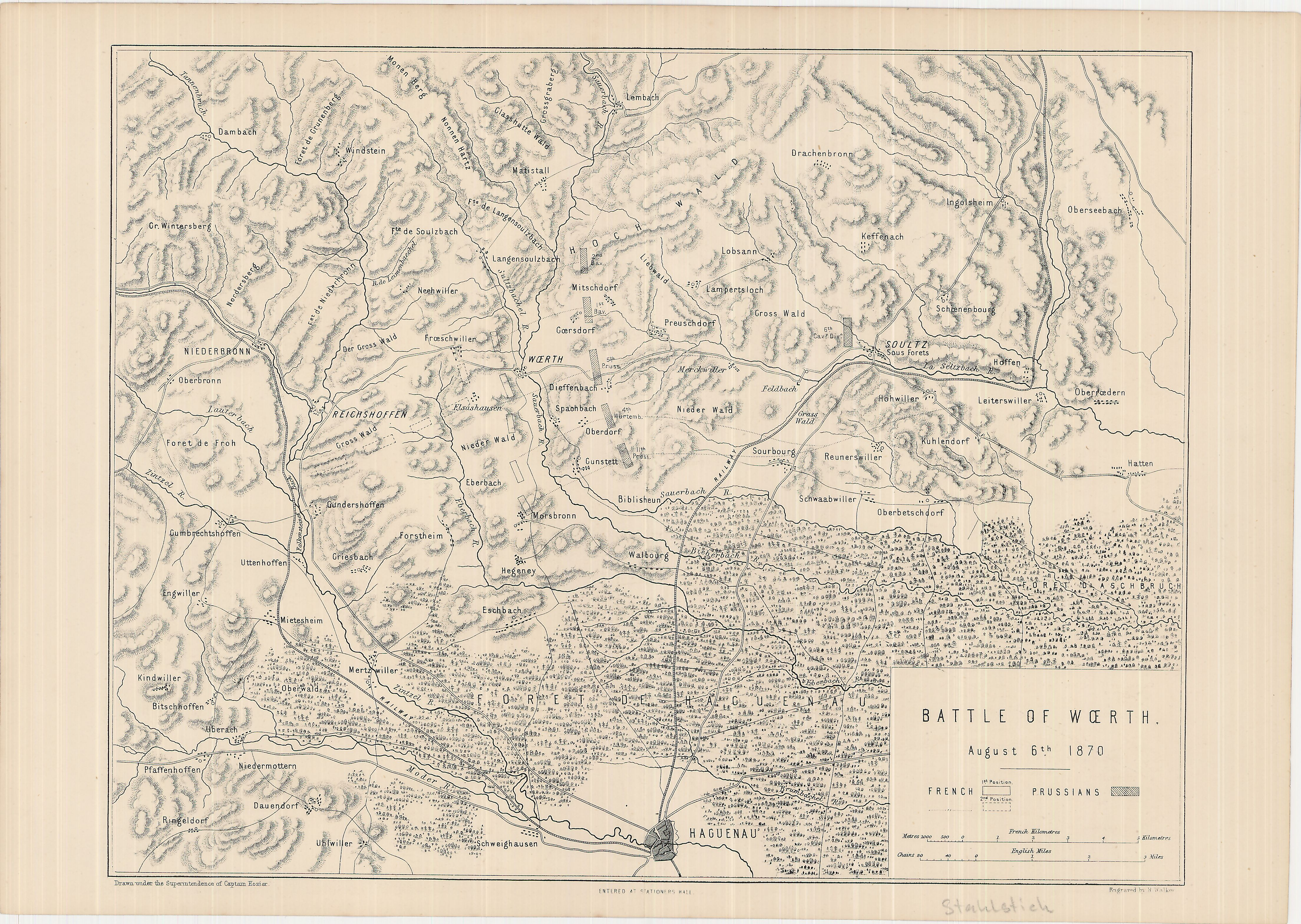
Bataille de Woerth (1870).

S'ensuit une courte période de flottement côté allemand, l'engagement de l'artillerie du Ve corps vers 9 h 30 à Woerth fit comprendre au général bavarois von Hartmann commandant du IIe corps bavarois, que le corps prussien était en action et recommença l'attaque.
A 10 h, le  IIe corps bavarois avait engagé environ dix bataillons et formait approximativement une ligne allant du nord de la forêt de Froeschwillerà la vallée de la Sauer au nord de Woerth.
À Wœrth, le Ve corps dispose d'une forte batterie (108 pièces) qui écrase la 3e division et permet aux Prussiens de franchir la Sauer. Une brusque contre-offensive du 2e régiment de zouaves permettra de les repousser. Au nord, les Bavarois s'infiltrent dans le bois de Langensoultzbach et doivent en être extirpés par le 1er régiment de zouaves. Au sud, les Prussiens sont repoussés par le 3e régiment de tirailleurs algériens. Jusqu'à midi, les combats restent indécis.
À ce moment, le Kronprinz, arrivé à Dieffenbach-lès-Woerth, décide d'engager le combat et porte l'ensemble de sa force (90 000 hommes) contre les forces de Mac Mahon (45 000 hommes). À 13 h une manœuvre d'encerclement est initiée par le sud et s'achèvera à 17 h par la capture de Froeschwiller.
Au sud, les Français doivent décrocher de Morsbronn pour se replier dans le bois de Niederwald. C'est alors qu'eut lieu la charge désastreuse de la cavalerie du général Michel dite « Charge de Reichshoffen ». Reichshoffen est un village à l'arrière du champ de bataille où avait été stationnée cette cavalerie de réserve. Le bois de Niederwald est alors déjà le lieu de combats et le général de Lartigue ne tarde pas à en ordonner le repli.

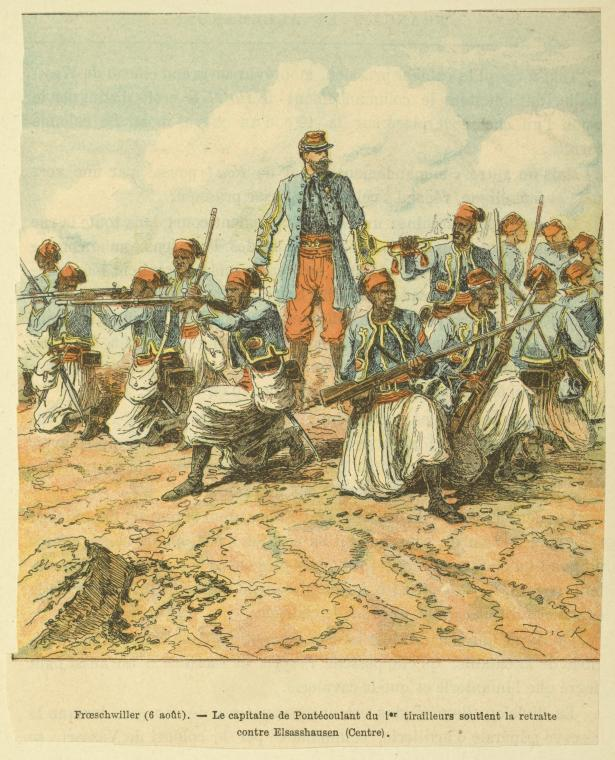
Le capitaine de Pontécoulant du 1er régiment de tirailleurs algériens soutient la retraite contre Elsasshausen.

Au centre, après avoir opposé de brillantes contre-attaques, les forces françaises qui ne sont pas renforcées sont contraintes à se replier sur Elsasshausen. C'est alors que se situe la charge de la division de Bonnemains.
Dans le bois de Froeschwiller, le 2e Zouaves oppose une forte résistance au IIe corps bavarois et parvient même à le refouler un moment sur la Sauer mais finit par y être encerclé. Seul un dixième de cette unité en sortira. Plus au nord, la 1re division, réduite d'une brigade entière pour renforcer le centre, ne tarde pas à battre en retraite.
À 16 h, les Français sont refoulés dans Froeschwiller qu'abordent déjà les Allemands. La réserve (2e division) contre-attaque alors en direction de Elsasshausen. Contrairement aux charges de cavalerie, cette contre-attaque se révèle fructueuse, repousse les Allemands en dehors du village et permet de reprendre l'artillerie perdue. Cependant, alors qu'ils arrivent à la limite de leur effort, les Allemands débouchent du bois de Niederwald et les attaquent de flanc.
Entretemps, l'armée française se retirait du plateau, protégée par le 1er régiment de zouaves.

### Charges de Morsbronn, Brigade Michel

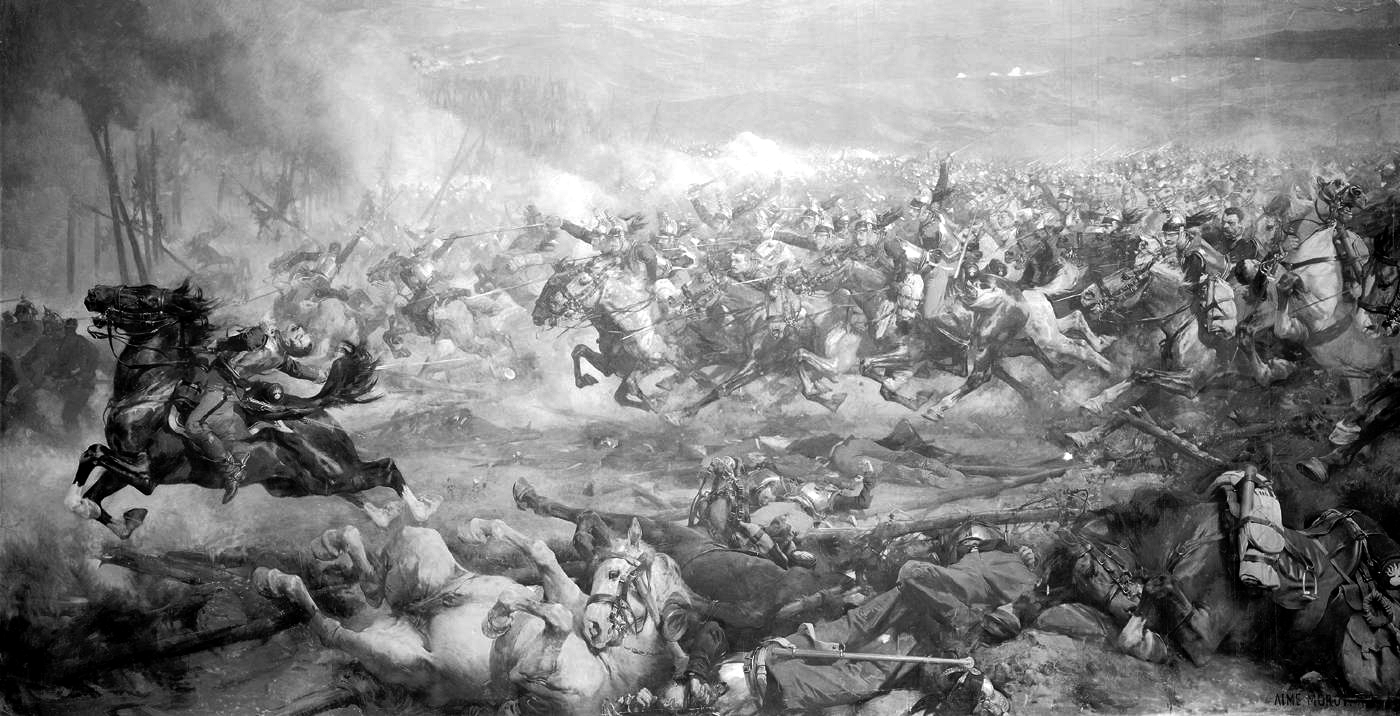
Charge du 3e régiment de cuirassiers français à Woerth. En tête le colonel Lafunsen de Lacarre qui vient de se faire tuer et dont le cheval continue de galoper (en réalité il n'a plus de tête puisqu'il a été décapité par un boulet prussien).

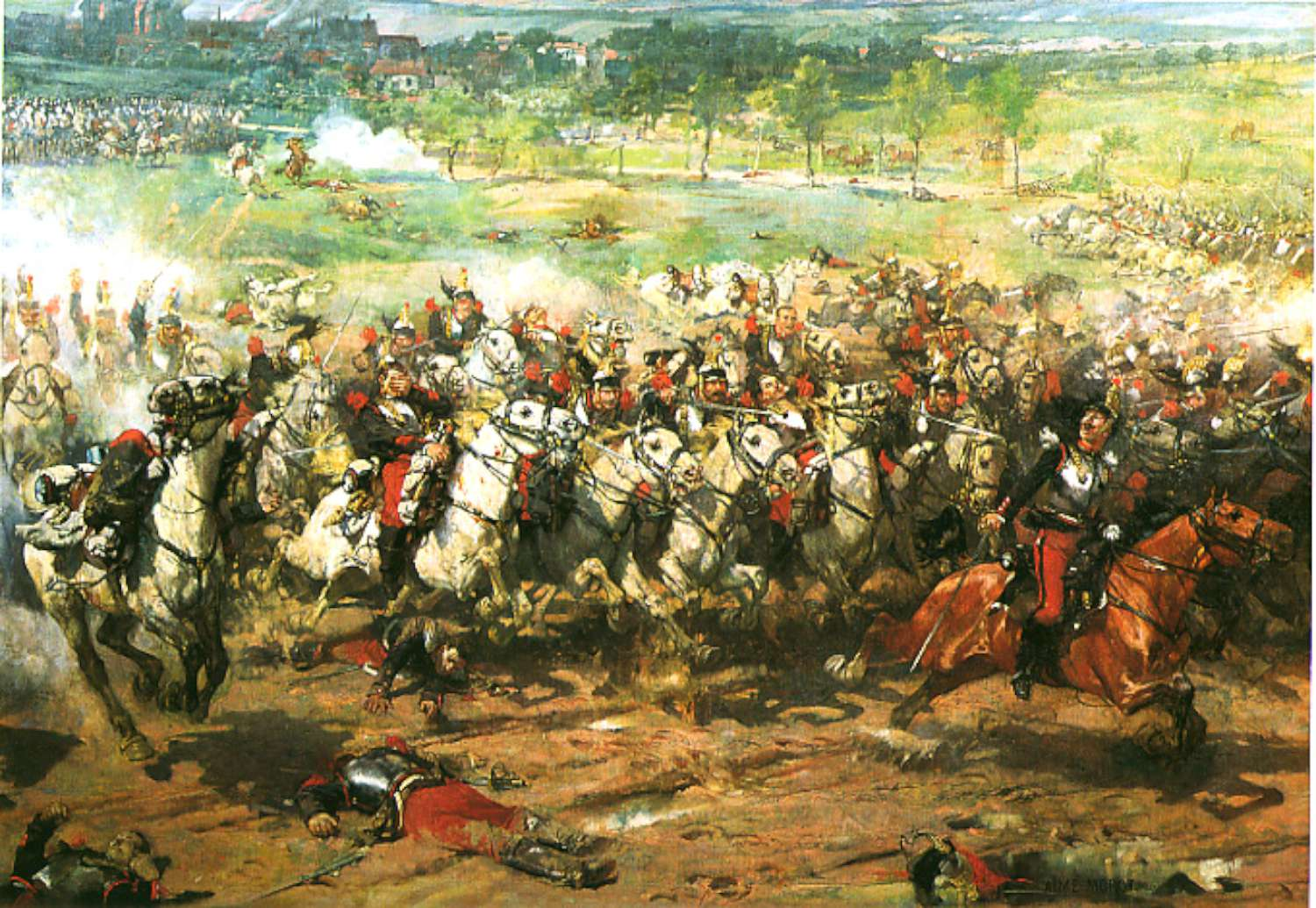
La charge des cuirassiers de Reichshoffen immortalisée dans Reichshoffen de Aimé Morot (château de Versailles).

Autour de Morsbronn, la 4e division du général de Lartigue était en danger d'être tournée par des unités d'infanterie prussiennes. Les 8e, 9e régiments de cuirassiers et deux escadrons du 6e régiment de lanciers de la brigade du général Michel furent désignés pour la dégager et se dirigèrent à vive allure vers Morsbronn.
Le général Michel tenta une action de secours, haranguant ses troupes : « Camarades, on a besoin de nous, nous allons charger l'ennemi ; montrons qui nous sommes et ce que nous savons faire, vive la France ! ».
Le terrain était parsemé de vignes et de houblonnières au bout desquelles les 32e et 94e régiments allemands s'avançaient sur deux lignes et engagèrent les cuirassiers. Le feu allemand repoussa les cuirassiers du 8e régiment de cuirassiers qui pénétraient dans Morsbronn par le nord, essuyant un feu nourri venant des maisons où les Prussiens s'étaient retranchés. Continuant leur charge, ils arrivèrent à la bifurcation de la rue principale du village. Les uns se dirigèrent à gauche vers la route de Wœrth-Haguenau, la majorité des autres, trompés par la largeur de la rue, s'y engagèrent au grand galop. Se rétrécissant progressivement jusqu'à l'église, cette rue devint une souricière où les cavaliers s'entassèrent pêle-mêle et devinrent la cible facile des tireurs prussiens. Seuls 17 cavaliers s'échappèrent en direction du sud.
Le 9e régiments de cuirassiers subit un sort analogue, il essuya le feu de la compagnie de pionniers et du 80e régiment allemand, l'escadron de tête du 9e cuirassiers se jeta dans un ravin ; les escadrons suivants, menés par le colonel François Henri Guiot de La Rochère, contournèrent l'obstacle. Les cuirassiers parvinrent à pénétrer Morsbronn et à le dégager malgré une forte résistance. Après s'être regroupés au sud du village, la cinquantaine de cavaliers survivants durent s'enfuir, réussissant à rejoindre les troupes françaises à Saverne.
À leur tour, les deux escadrons du 6e lanciers subirent les tirs du 32e régiment d'infanterie allemand et furent repoussés une première fois, la seconde charge se heurta au 13e régiment de hussards prussien qui les dispersa

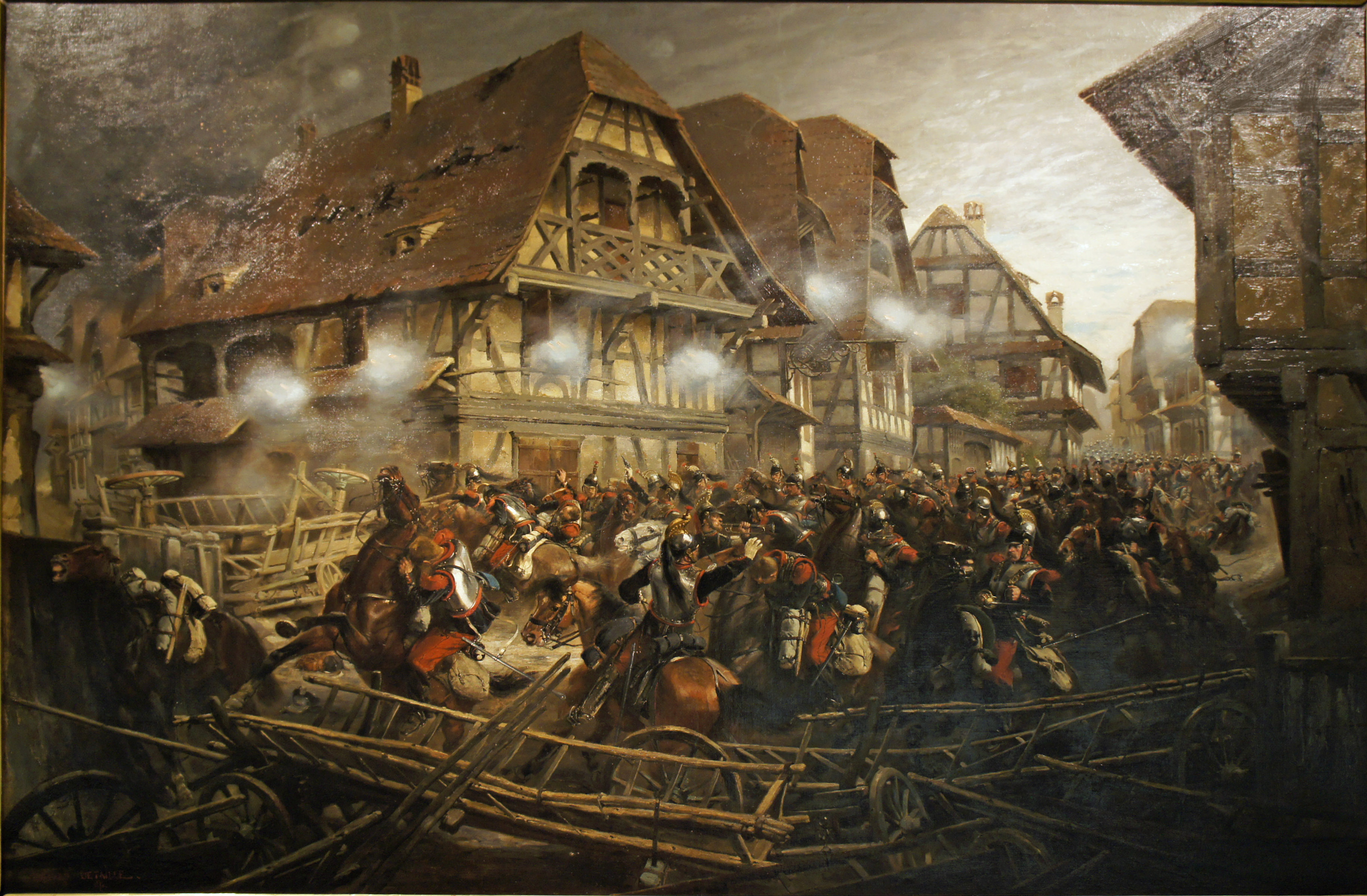
La charge du 9e régiment de cuirassiers de la 3e brigade du général Michel à Mosbronn.

De l'avis de l'état-major allemand, le sacrifice de la brigade Michel permit à l'infanterie française de se retirer à travers le Niedewald.
Charge du 9e régiment de cuirassiers dans le village de Morsbronn

### Charges de Froeschwiller, Brigade Bonnemains
Dans le secteur d'Elsasshausen, la brigade de cavalerie Bonnemains, constituée des quatre premiers régiments de cuirassiers, chargea des éléments de près de 11 régiments d'infanterie allemande, sur un terrain constitué de vignes et de houblonnières défavorable à une action de cavalerie.
L'infanterie allemande qui resta en ligne de tirailleurs et l'artillerie allemande ouvrirent le feu sur les cavaliers. Les cuirassiers furent décimés et repoussés sans avoir pu atteindre les forces allemandes.

## Pertes françaises
On dénombre lors de la bataille de Froeschwiller un grand nombre d'officier tués dont :
- État-major général :
  - Tués 2+1 : général Joseph Émile Colson, général Louis Alexis Emile Maire[7] et le général Noël Raoult mort le 10 août des suites de ses blessures.
  - Blessés 2 : général Léopold de Brauer et général Edmond Aimable L'Hériller[8]
- État-major :
  - Tué : 1 officier mort des suites de ses blessures.
  - Blessés : 12 officiers
- 3e régiment d'infanterie :
  - Tués : 11 officiers dont 1 mort des suites de ses blessures.
  - Disparu : 1 officier
  - Blessés : 19 officiers
- 18e régiment d'infanterie :
  - Tués : 2 officiers + 2 morts des suites de leurs blessures.
  - Blessés : 10 officiers
- 21e régiment d'infanterie :
  - Tués : 2 officiers + 2 morts des suites de leurs blessures.
  - Blessés : 8 officiers
- 36e régiment d'infanterie :
  - Tués : 4 officiers + 4 morts des suites de leurs blessures.
  - Disparu : 1 officier
  - Blessés : 19 officiers
- 45e régiment d'infanterie :
  - Tués : 2 officiers + 3 morts des suites de leurs blessures.
  - Blessés : 10 officiers
- 47e régiment d'infanterie :
  - Tués : 6 officiers + 5 morts des suites de leurs blessures.
  - Disparus : 2 officiers
  - Blessés : 19 officiers
- 48e régiment d'infanterie :
  - Tués : 6 officiers + 1 mort des suites de ses blessures.
  - Disparus : 4 officiers
  - Blessés : 17 officiers
- 50e régiment d'infanterie :
  - Tués : 1 officier
- 56e régiment d'infanterie
  - Tués : 6 officiers + 1 mort des suites de ses blessures.
  - Blessés : 16 officiers
- 74e régiment d'infanterie :
  - Blessé : 1 officier
- 78e régiment d'infanterie :
  - Tués : 8 officiers + 3 morts des suites de leurs blessures.
  - Blessés : 12 officiers
- 96e régiment d'infanterie :
  - Tués : 8 officiers + 2 morts des suites de leurs blessures.
  - Disparus : 2 officiers
  - Blessés : 8 officiers
- 99e régiment d'infanterie :
  - Tués : 4 officiers + 1 mort des suites de ses blessures.
  - Blessés : 19 officiers
- 1er bataillon de chasseurs à pied :
  - Tués : 2 officiers + 1 mort des suites de ses blessures.
  - Blessés : 2 officiers
- 8e bataillon de chasseurs à pied :
  - Tués : 3 officiers + 1 mort des suites de ses blessures.
  - Blessés : 7 officiers
- 13e bataillon de chasseurs à pied :
  - Tués : 1 officier + 4 morts des suites de leurs blessures.
  - Blessés : 5 officiers
- 17e bataillon de chasseurs à pied :
  - Blessés : 5 officiers
- 1er régiment de zouaves :
  - Tués : 4 officiers + 2 morts des suites de leurs blessures.
  - Blessés : 5 officiers
- 2e régiment de zouaves :
  - Tués : 9 officiers + 7 morts des suites de leurs blessures.
  - Disparus : 2 officiers
  - Blessés : 28 officiers
- 3e régiment de zouaves :
  - Tués : 17 officiers + 3 morts des suites de leurs blessures.
  - Blessés : 21 officiers
- 1er régiment de tirailleurs algériens :
  - Tués : 8 officiers
  - Blessés : 19 officiers
- 2e régiment de tirailleurs algériens :
  - Tués : 11 officiers + 4 morts des suites de leurs blessures
  - Blessés : 34 officiers
- 3e régiment de tirailleurs algériens :
  - Tués : 8 officiers + 4 morts des suites de leurs blessures
  - Blessés : 15 officiers
- 1er régiment de cuirassiers :
  - Blessés : 5 officiers
- 2e régiment de cuirassiers] :
  - Tués : 3 officiers + 2 morts des suites de leurs blessures
  - Disparus : 2 officiers
  - Blessés : 2 officiers
- 3e régiment de cuirassiers :
  - Tués : 1 officier
  - Blessés : 5 officiers
- 4e régiment de cuirassiers :
  - Tués : 2 officiers + 1 mort des suites de ses blessures
  - Blessés : 5 officiers
- 8e régiment de cuirassiers :
  - Tués : 1 officier
  - Disparu : 1 officier + 3 morts des suites de leurs blessures
  - Blessés : 8 officiers
- 9e régiment de cuirassiers :
  - Tués : 1 officier + 2 morts des suites de leurs blessures
  - Blessés : 13 officiers
- 2e régiment de lanciers :
  - Tués : 4 officiers + 1 mort des suites de ses blessures
  - Blessés : 4 officiers
- 11e régiment de chasseurs à cheval :
  - Blessé : 1 officier
- 1er régiment de spahis :
  - Tué : 1 officier
- État-major de l'artillerie
  - Blessé : 1 officier
- 6e régiment d'artillerie
  - Blessé : 1 officier
- 9e régiment d'artillerie
  - Tués : 2 officiers
  - Blessés : 7 officiers
- 12e régiment d'artillerie
  - Blessés : 6 officiers
- 19e régiment d'artillerie
  - Tués : 0 officier + 1 mort des suites de ses blessures
  - Blessé : 1 officier
- 20e régiment d'artillerie
  - Tués : 1 officier + 1 mort des suites de ses blessures
  - Blessés : 3 officiers
- 2e régiment du train d'artillerie
  - Blessé : 1 officier
- 1er régiment du génie
  - Tué : 0 officier + 1 mort des suites de ses blessures
- 2e régiment du génie
  - Blessé : 1 officier
- 1er régiment du train des équipages
  - Blessé : 1 officier

## Ernest Renan
Ernest Renan utilise cette page d'histoire comme métaphore de l'humanité souffrante :

« Agir pour Dieu, agir en présence de Dieu, sont des conceptions nécessaires de la vie vertueuse. Nous ne demandons pas un rémunérateur ; mais nous voulons un témoin. La récompense des cuirassiers de Reichshoffen dans l'éternité, c'est le mot du vieil empereur : « Oh ! les braves gens ! » Nous voudrions un mot de Dieu comme celui-là. Les sacrifices ignorés, la vertu méconnue, les erreurs inévitables de la justice humaine, les calomnies irréfutables de l'histoire légitiment ou plutôt amènent fatalement un appel de la conscience opprimée par la fatalité à la conscience de l'univers. C'est un droit auquel l'homme vertueux ne renoncera jamais. Dans les situations héroïques de la Révolution, la nécessité de l'immortalité de l'âme fut réclamée à peu près par tous les partis. Le souci des mémoires et des papiers justificatifs tenait, chez les hommes de ce temps, au même principe. Ils écrivaient, écrivaient, persuadés qu'il y aurait quelqu'un pour les lire. On voulait absolument un juge au-delà de la tombe ; on le demandait à la conscience du monde ou à la conscience de l'humanité »

— Examen de conscience philosophique, Revue des Deux Mondes, 1889. Texte dans Wikisource.

## Culture populaire

### Littérature
Émile Zola évoque cette bataille dans Le Petit Village, nouvelle parue en 1874 dans le recueil Nouveaux contes à Ninon.
En 1957, Marcel Pagnol, dans son roman largement autobiographique Le Château de ma mère, narre la rencontre inopinée de sa famille avec le « comte Jean de X », un vieil aristocrate balafré, propriétaire du château Saint-Antoine et survivant glorieux de la bataille de Reichshoffen, qu'il mena, selon ses dires, en tant que colonel au sein du 1er régiment de cuirassiers ,. Ce personnage imaginaire est interprété par Georges Wilson dans l'adaptation éponyme du roman de Pagnol par Yves Robert, sortie en 1990. Fictif, ce personnage désigne en réalité le comte Guy de Robien, ancien officier (chef de bataillon, il fut réincorporé lors de la guerre de 1914-1918 comme lieutenant-colonel de réserve affecté au 26e régiment d'infanterie), qui occupa bel et bien le château du temps de l'enfance de Pagnol mais n'assista jamais à la bataille.

### Chansons
Une chanson, souvent accompagnée de gestes, commémore la bataille (dite) de Reichshoffen. Ses paroles sont les suivantes :
C'était un soir la bataille de Reichshoffen,

Il fallait voir les cuirassiers charger.

Attention ! Cuirassiers ! Chargez !

Et d'une main ...

Ils ont chargé nos cuirassiers héroïques

À Reichshoffen, la mort fauchant les rangs

Attention ! Cuirassiers ! Chargez !

Et d'une main ...
On continue avec le pied, le pouce, le bras...
Cette chanson existe sous une formule différente au Québec. Reichshoffen étant un nom inconnu des Québécois, il fut remplacé par « Hot chicken », un mets populaire au Canada. L'absurdité du premier vers (« C'était un soir, la bataille des Hot chickens ») donne un ton humoristique et farfelu à la chanson.
Une autre chanson, trouvée sur un carnet de chants de 1875, commémore la charge qui eut lieu à Morsbronn :
Morsbronn

1er couplet

Le jour tombait, la lutte était horrible

Les bataillons semblaient être broyés

L'airain grondait dans un fracas terrible

Et nos enfants reculaient foudroyés

Les ennemis possédaient le village

La honte au front leur devrait laisser

Et nos enfants s'écriaient pleins de rage

Ne pas mourir serait nous abaisser

Refrain

Chacun tombait plein d'espérance

En saluant le vieux drapeau

Fier il criait le front haut (bis)

Vive la France

2e couplet

Soudain le bronze observait le silence

Seul s'entend le râle des mourants

Mais tout à coup la foudre recommence

Un cri s'élève on entrouvre les rangs

Des escadrons de chevaux redoutables

Semblaient jaillir comme un torrent de fer

Et des chevaux des groupes effroyables

Devant Morsbronn partant comme un éclair

3e couplet

Le glaive au poing l'avalanche se rue

Frappant au front l'orgueilleux ennemi

Il l'engloutit dans une profonde rue

Mais qui sont donc nos soldats sans frémir

Au bout de là, la barricade est prête

Le premier rang tente de revenir

Il est trop tard le massacre s'apprête

Vieux cuirassiers il faut vaincre ou mourir

4e couplet

Hurlant tous les démons des batailles

J'étais sur le désordre et la mort

Les clairons sonnaient églar (glas ?) de funérailles

Tout est perdu mais le devoir est fait

Chacun périt et jetant ….

L'œil enflammé et les armes à la main

Et la colonne a son heure dernière

Dit nos enfants nous vengeront demain

### Bibliographie

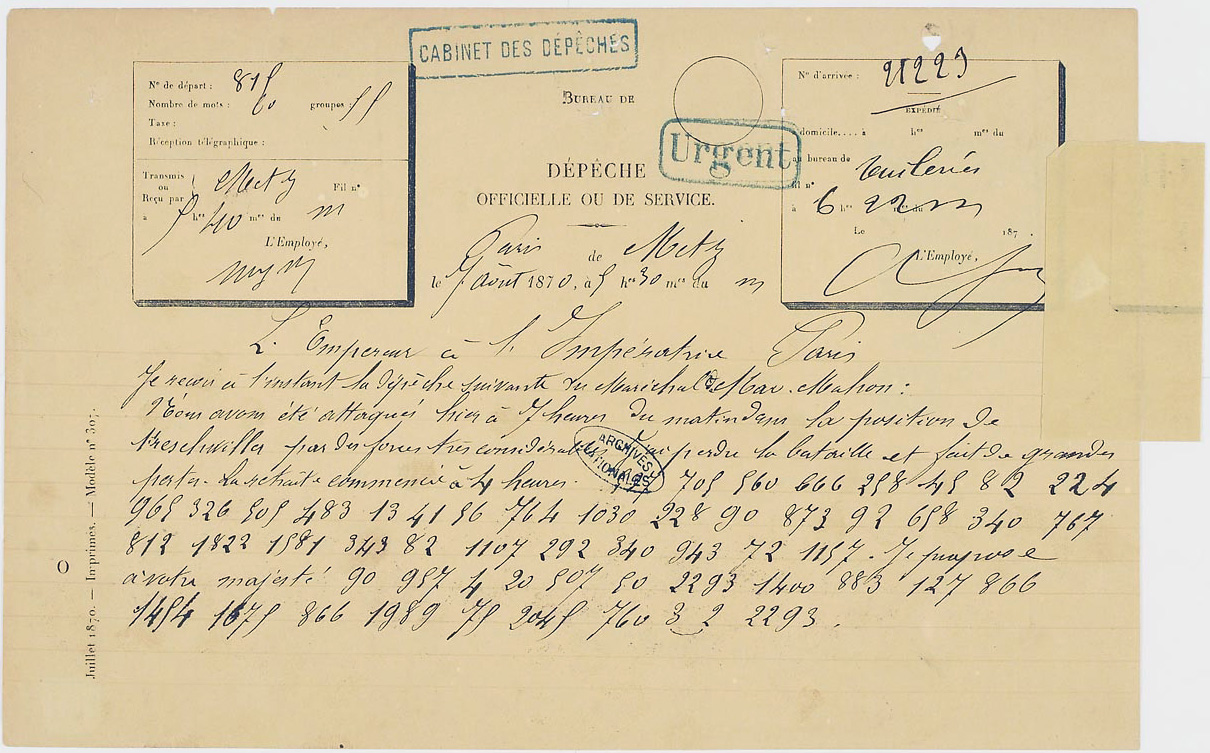
Télégramme, demeuré en partie chiffré, de Napoléon III à l'impératrice Eugénie. Archives nationales AE-II-1958.